# 大阪ラプソディー
「大阪ラプソディー」（おおさかラプソディー）は、1976年2月25日に発売された海原千里・万里の3枚目のシングル。

## 解説
表題曲は、大阪の街の見どころに触れつつ、恋人同士の心情をも描いた作品である。曲中には御堂筋、道頓堀、戎橋、法善寺など大阪の名所がいくつも織り込まれている。このシングルは40万枚程の売り上げがあった。
オリコン週間シングルチャートでは最高24位。これは、女性のお笑いタレントが単独で発売したシングルとしては、2012年に渡辺直美（白鳥美麗名義）の「ピカル 恋がしたい」が同チャートで10位を記録するまで、オリコン史上最高位の記録であった。
歌のメインパートは、海原千里が歌い、サブは万里が歌っている。
楽曲の演奏には明治大学マンドリン倶楽部が参加している。
千里・万里は1977年に解散したが、その後千里は上沼恵美子として芸能界に復帰しており、主婦となった姉万里とともに本曲を披露する機会も多い。また毎年年末に放送されているNHK『わが心の大阪メロディー』ではリクエストの多い楽曲のひとつとなっており、番組のトリに披露される機会も多い。
上沼が2005年にリリースしたシングル『泡盛心中/大阪ラプソディー』でセルフカバーしている。
上沼は当時のレコーディングについて、LPで十何曲録音することになって、万里が「私は歌手ちゃう」とスタジオを飛び出し、作曲の猪俣公章が走って追いかけたこともあったと回顧している。また、レコーディングのギャラや印税が共に0円だったことを明かしている。

## 収録曲
- 両楽曲共に、作詞：山上路夫、作曲：猪俣公章、編曲：藤田はじめ

A面
1. 大阪ラプソディー (3分6秒)

B面
1. 天満エレジー (3分35秒)

## カバー
- 1995年 野上ゆかな・飯塚雅弓（アルバム『楽勝!ハイパードール イメージアルバム』収録）
- 1998年 林あさ美（アルバム『だいじな人だから』収録）
- 1998年 中澤ゆうこ（アルバム『中澤ゆうこ 第一章』収録)
- 2004年 W（アルバム『デュオU&U』収録)
- 2009年 水森かおり（アルバム『歌謡紀行VIII～安芸の宮島～』収録）
- 2014年 黒木姉妹（アルバム『ファーストアルバム～姉妹の夢歌つづり～』収録）
- 2018年 岩佐美咲（シングル『佐渡の鬼太鼓』収録）
- 2018年 坂本冬美・マルシア（アルバム『ENKAIII ～偲歌～（猪俣公章生誕80周年記念）』収録）